# Damier polonais

Le damier utilisé par l'armée de l'air polonaise entre 1918-1921.

Le damier utilisé par l'armée de l'air polonaise entre 1921-1993.

Le damier entré en vigueur en 1993.

Le damier des gardes frontières polonais (Straż Graniczna).

Le Damier polonais (en polonais szachownica) est la marque d'identification des aéronefs de l'Armée de l'air polonaise. Il est composé de quatre carrés blancs et rouges.

## Histoire
Le damier blanc et rouge apparaît pour la première fois, en tant qu'emblème personnel sur les avions du lieutenant Stefan Stec, alors en service dans l'armée austro-hongroise. Cette cocarde initiale n'a que quatre carrés sans bordures. Le 15 novembre 1918 Stec arrive à Varsovie en provenance de Lwów, à bord d'un avion portant le damier. Le commandant de l'armée de l'air, le lieutentant-colonel Hipolit Łossowski reconnaît que la cocarde répond à tous les critères de marque d'identification nationale: elle est originale, elle porte les couleurs nationales et elle est facile à peindre sur les ailes et le fuselage.
Le 1er décembre 1918 le damier devient officiellement la marque d'identification de l'aviation polonaise.
Avant l'introduction du damier, les avions polonais portaient des marquages rouges et blancs divers: un écu tranché (les escadrilles de Varsovie), des bandes blanches et rouges (l'escadrille de Lwów) et des lettres Z rouges sur un carré blanc (les escadrilles de Cracovie).
Initialement le damier est peint sur toute la largeur des ailes, des fuselages et des gouvernes. Les bordures sont introduites en 1921. Le damier reste inchangé pendant 70 ans. Ce n'est qu'en 1993 que le nouveau modèle, avec les couleurs inversées, est introduit.
D'après la réglementation du 5 février 2012 le damier est placé de deux côtés de l'empennage vertical, ainsi que sur les deux faces des ailes.
Pendant la Seconde Guerre mondiale, les avions utilisés par les Polonais, après la campagne de Pologne portaient le damier parallèlement aux cocardes des pays alliés:
- En France : un damier peint sur le fuselage.
- Au Royaume-Uni : des damiers de taille réduite peints sur le capot moteur.
- En URSS : des damiers de taille réduite peints sur le capot moteur.

## Autres utilisations
À partir de 1991 les aéronefs des gardes frontières polonais (Straż Graniczna) portent des damiers en forme de cercle sur un fond rouge. Dès les années 1960 jusqu'aux années 1980 un damier tourné de 45° était apposé sur les blindés de l'armée polonaise.

## Galerie

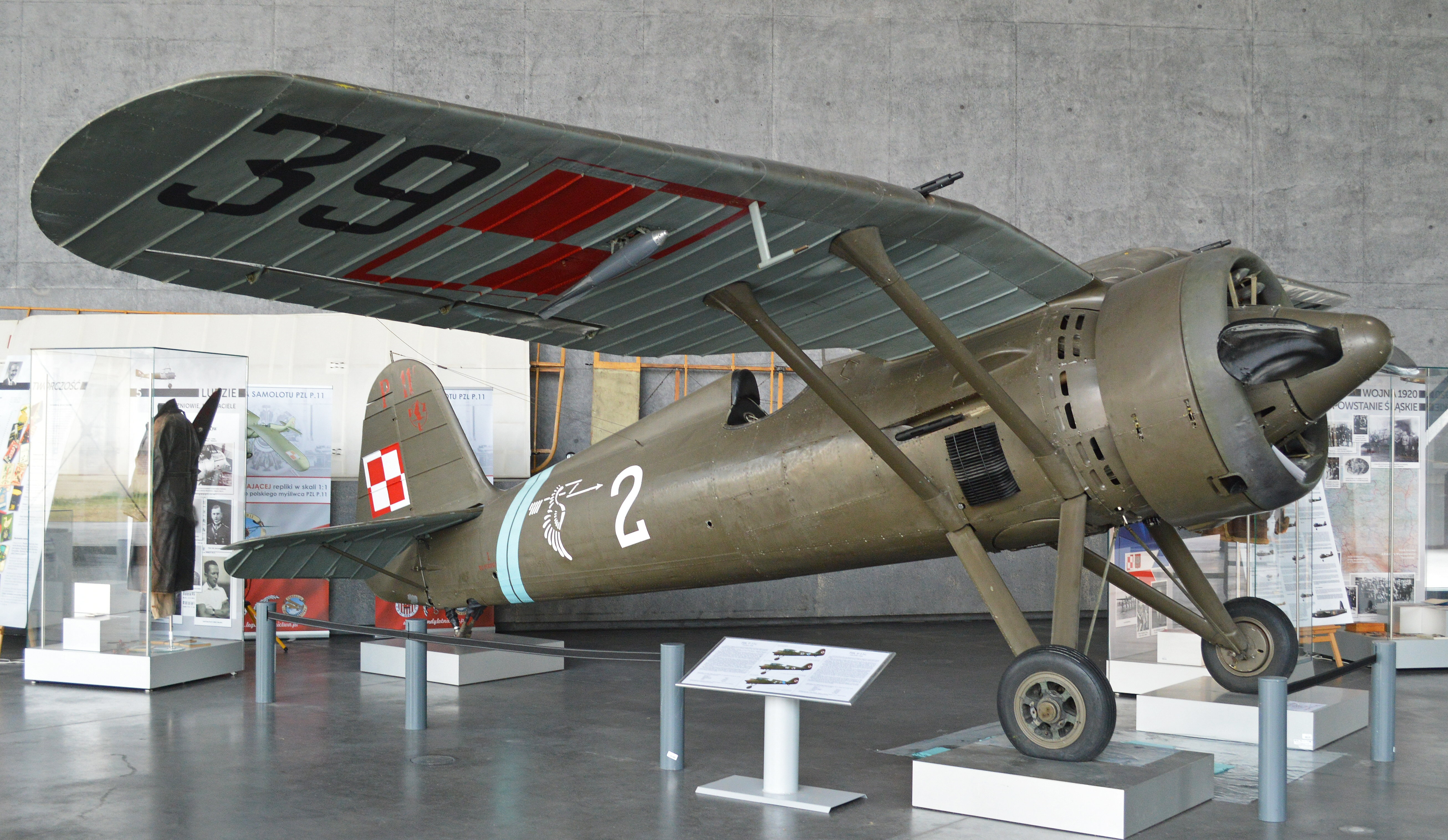
un damier sur un PZL P.11
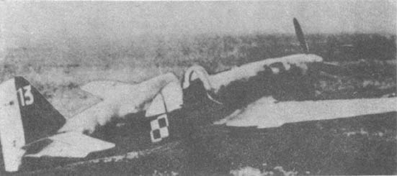
un Caudron C.714 portant des marquages polonais
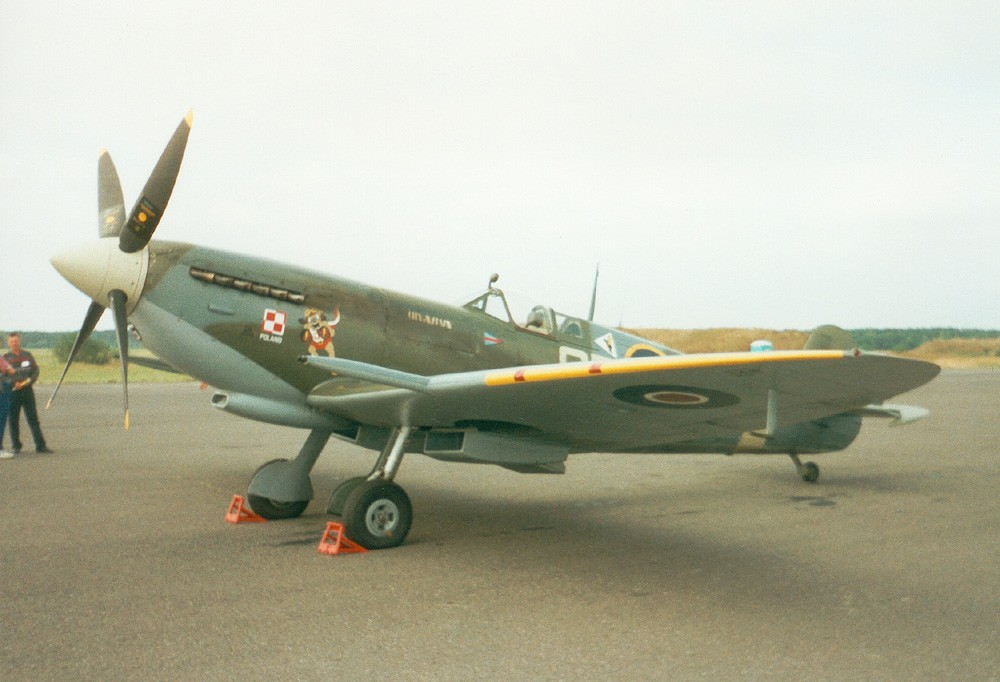
un Supermarine Spitfire avec son damier sur le capot moteur
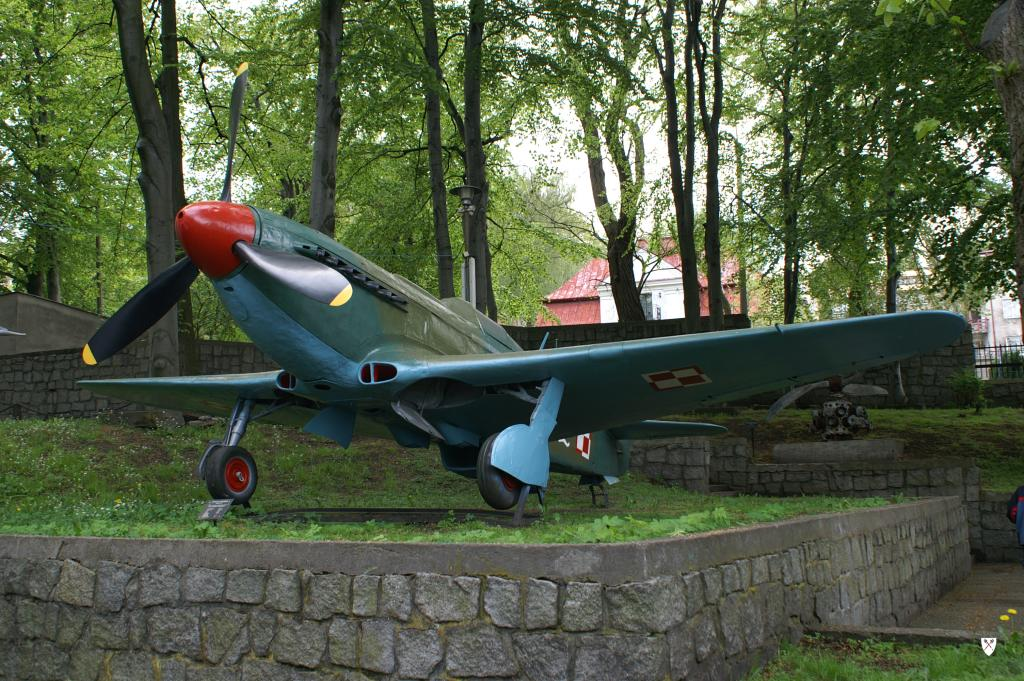
un Yakovlev Yak-9
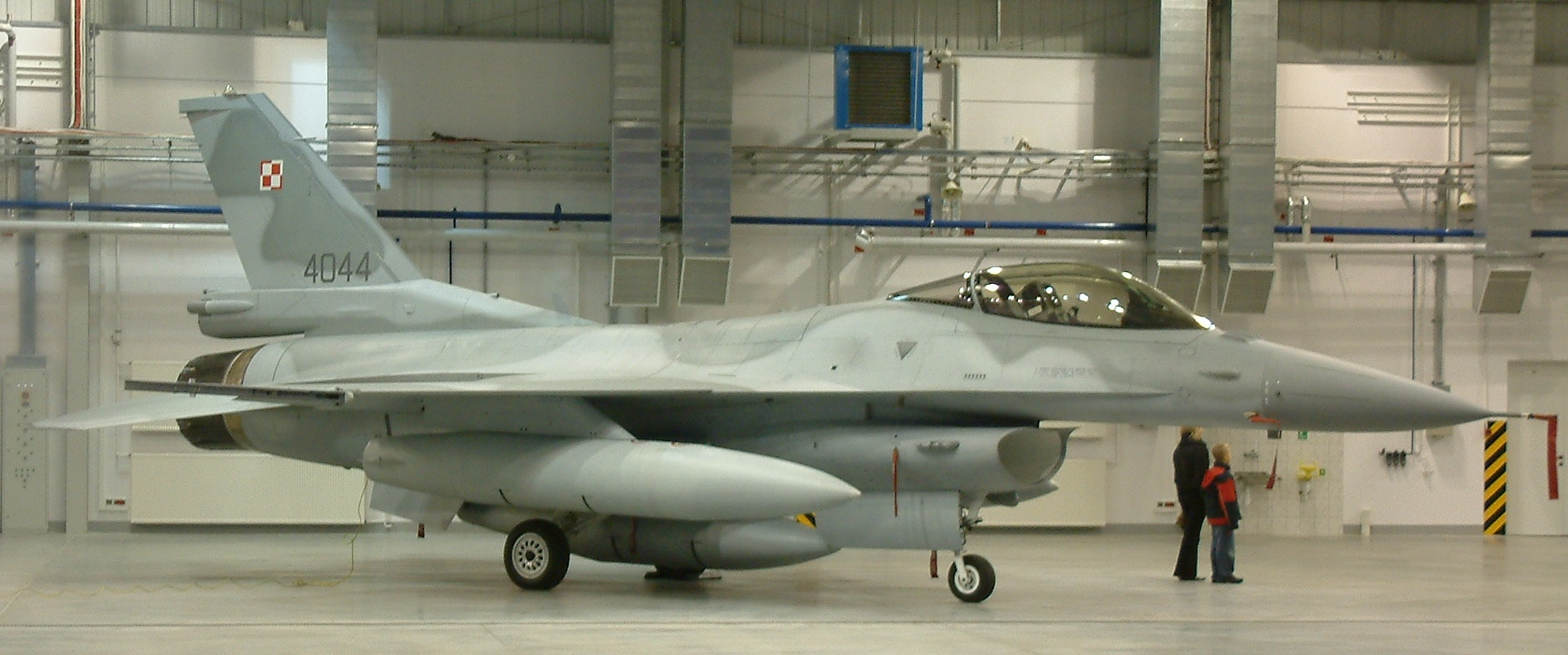
un damier sur un General Dynamics F-16 Fighting Falcon